# Laveline-devant-Bruyères
Laveline-devant-Bruyères ([lavˈlin dəˈvɑ̃ bʁɥiˈjɛʁ] ) ist eine französische Gemeinde mit 578 Einwohnern (Stand: 1. Januar 2022) im Département Vosges in der Region Grand Est (bis 2015 Lothringen). Sie gehört zum Arrondissement Saint-Dié-des-Vosges (bis 2024 Épinal) und zum Gemeindeverband Bruyères-Vallons des Vosges. Die Bewohner werden Lavelinois und Lavelinoises genannt.

## Geografie
Die Gemeinde Laveline-devant-Bruyères liegt zwischen Épinal und Saint-Dié in den Vogesen. In der Gemeinde mündet der Neuné in die Vologne, einen Nebenfluss der Mosel. Der etwa 450 Meter hoch gelegene Talboden wird von teilweise markanten Bergen gesäumt. Der höchste ist der 706 m messende Borémont im Forêt communale de Bruyères im Norden. Nachbargemeinden von Laveline-devant-Bruyères sind Bruyères im Norden, La Chapelle-devant-Bruyères im Osten, Granges-Aumontzey und Jussarupt im Süden, Herpelmont im Südwesten, Beauménil (Berührungspunkt) im Westen sowie Champ-le-Duc im Nordwesten.

## Bevölkerungsentwicklung
| Jahr      | 1962 | 1968 | 1975 | 1982 | 1990 | 1999 | 2006 | 2013 | 2021 |
| --------- | ---- | ---- | ---- | ---- | ---- | ---- | ---- | ---- | ---- |
| Einwohner | 1007 | 1034 | 1024 | 829  | 737  | 687  | 656  | 638  | 576  |

Im Jahr 1911 wurde mit 1153 Bewohnern die bisher höchste Einwohnerzahl ermittelt. Die Zahlen basieren auf den Daten von cassini.ehess und INSEE.

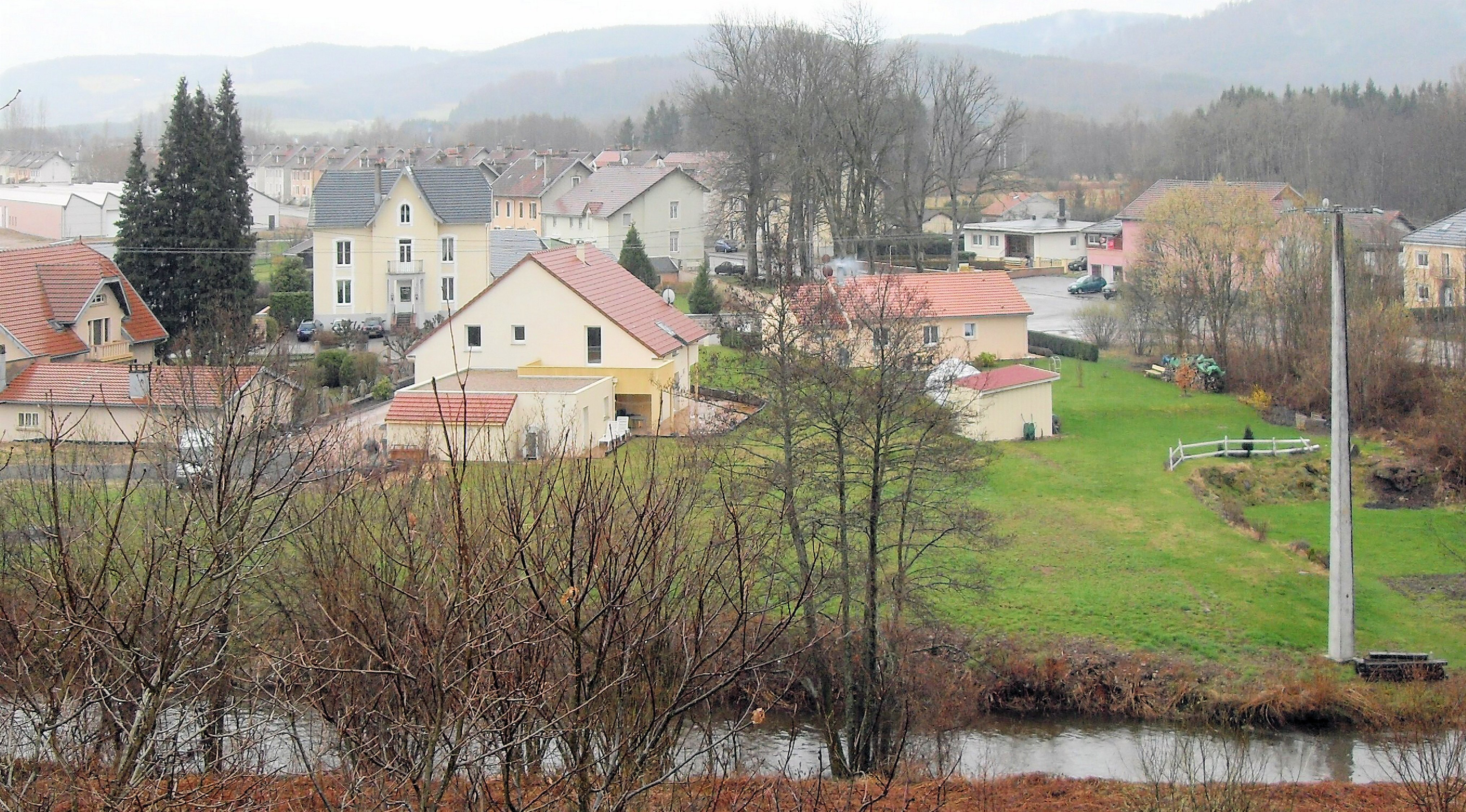
Blick auf Laveline, vorn der Neuné
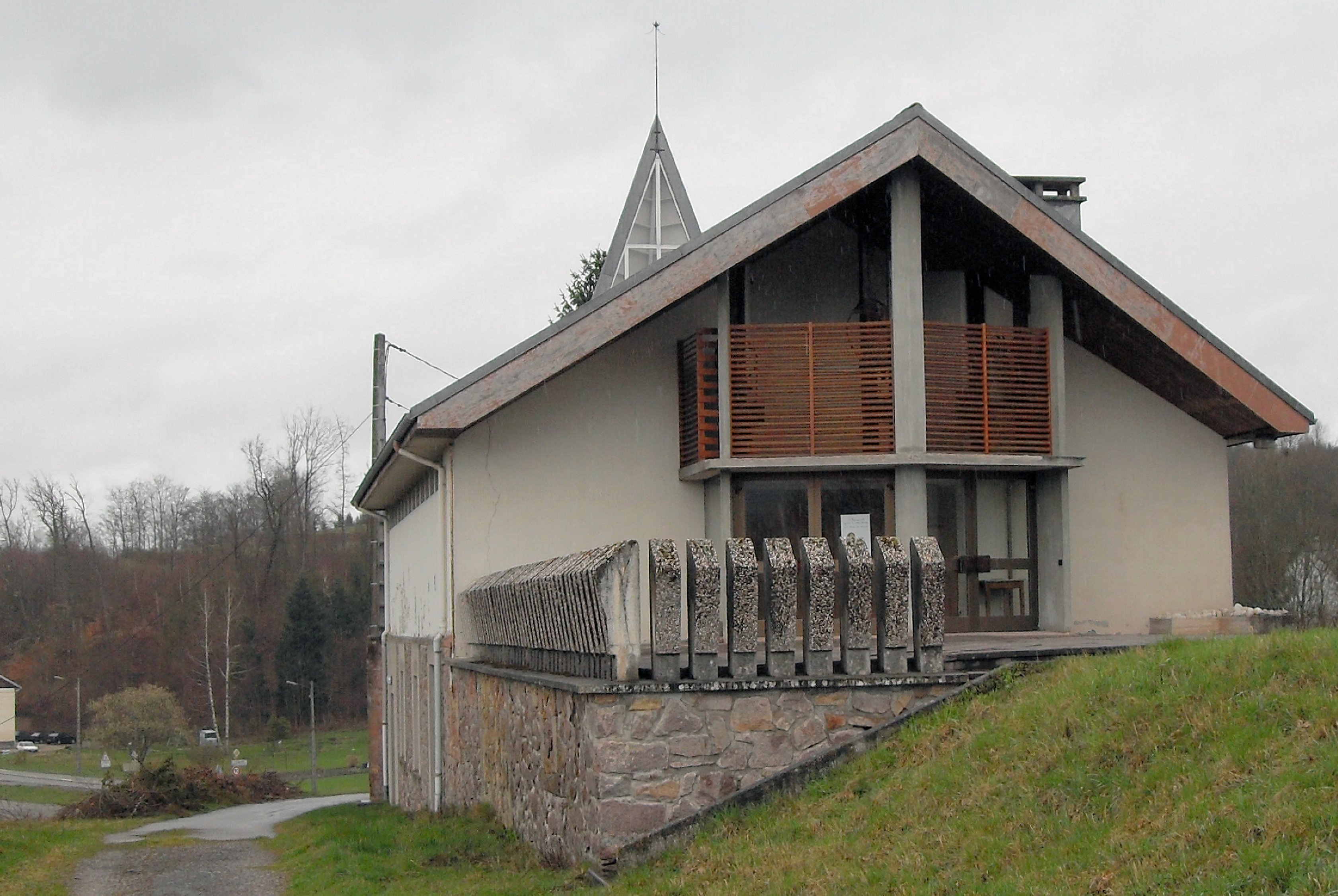
Herz-Jesu-Kirche in Lavelin

## Wirtschaft und Infrastruktur
In der Gemeinde sind noch zwei Landwirtschaftsbetriebe tätig (Pferde- und Rinderzucht). Neben dem Kleingewerbe (Bäcker, Metzger, Lebensmittelgeschäft, Friseure, Cafés) spielt in Laveline auch die Industrie (Holzbearbeitung) und das Handwerk (Klempnerei, Heizung und Klima, Trockenbau) eine Rolle. Des Weiteren ist im Ort ein Logistikunternehmen ansässig.
Laveline-devant-Bruyères ist Grundschulstandort und verfügt über eine Poststelle.
Durch die Gemeinde Laveline-devant-Bruyères führt in West-Ost-Richtung die Departementsstraße D60 von Bruyères über Corcieux nach Anould. Diese Straße bildet auch die kürzeste Verbindung von Épinal zum Col du Bonhomme in den Vogesen. Die in Laveline abzweigende D423 ist Teil der Verbindung Lunéville-Rambervillers-Gérardmer. Der Bahnhof Laveline liegt an der Bahnstrecke Arches–Saint-Dié. Bis zur Stilllegung im Jahr 1988 zweigte im Ort die Bahnlinie nach Gérardmer ab, für deren Wiederbelebung sich die Initiative TG2V (Train Gérardmer Vologne Vosges) einsetzt.

## Belege
1. ↑  Laveline-devant-Bruyères auf cassini.ehess
2. ↑  Laveline-devant-Bruyères auf INSEE
3. ↑  Landwirtschaftsbetriebe auf annuaire-mairie.fr (französisch)
4. ↑  Laveline Economie. Ehemals im Original (nicht mehr online verfügbar); abgerufen am 28. Dezember 2010 (französisch). (Seite nicht mehr abrufbar. Suche in Webarchiven)